# Heinrich Friedrich Karl vom und zum Stein
Heinrich Friedrich Karl vom und zum Stein (ur. 25 października 1757, zm. 29 czerwca 1831) – pruski polityk, baron Rzeszy, szef ministrów i jeden z twórców reform, które w okresie napoleońskim umożliwiły odbudowę potęgi państwa pruskiego i uzyskanie przez nie w przyszłości kluczowej roli w Niemczech.

## Życiorys
Stein zaczynał swoją pracę jako urzędnik od górnictwa oraz administrator. W czerwcu 1785 został wysłany, jako pruski ambasador na dwory w Moguncji, Zweibrücken i Darmstadt.

## Upamiętnienie
Przed II wojną światową, od jego nazwiska, nazwano dzisiejszą ulicę Kamienną we Wrocławiu (Steinstrasse). Nazwane jego imieniem są również ulice m.in. w Hamburgu, Dortmundzie i Düsseldorfie.